# 阿克塞尔·维特塞尔
阿克塞尔·洛朗·安热尔·朗贝尔·维特塞尔（法語：Axel Laurent Angel Lambert Witsel，1989年1月12日—）是一名馬提尼克裔比利时足球运动员，司职中场或中後衛，現效力于西甲球队基朗拿。

## 俱乐部生涯
2006年9月17日，17岁的维特塞尔在标准列日对阵布鲁塞尔的联赛第89分钟替补史蒂文·德福尔出场，上演职业生涯首秀。2007/08赛季，他成为球队的主力球员，并帮助球队获得联赛冠军。他获2007/08赛季比利时最佳年轻球员和2008年比利时足球金鞋奖的称号。2009年5月24日，他在2008/09赛季的冠军附加赛第二回合射进一个点球，帮助标准列日主场1比0击败安德莱赫特，并以总比分2比1卫冕成功。2009年8月30日，他在和安德莱赫特的比赛中脚踩对手的波兰国脚马尔钦·瓦西莱夫斯基的脚踝，致使其骨折下场。 他在对自己被出示红牌罚下表示不满，虽然赛后道歉，但依然受到媒体的指责，部分安德莱赫特和波兰球迷还向他发出死亡威胁。 比利时足协宣布处罚维特塞尔禁赛到11月23日， 不过之后减少为禁赛8场。

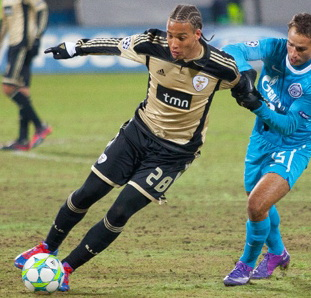
维特塞尔在2012年代表本菲卡对阵圣彼得堡泽尼特

2011年7月13日，维特塞尔和葡萄牙足球超级联赛豪门本菲卡签约5年，解约金4000万欧元。 他在当赛季帮助球队获得葡萄牙联赛杯冠军。
2012年9月3日，俄罗斯足球超级联赛球队圣彼得堡泽尼特以4000万欧元买入维特塞尔，并与其签约5年。 9月14日，他在泽尼特0比2不敌格羅茲尼捷列克的比赛第70分钟替补康斯坦丁·沙里恩洛夫出场，第一次代表泽尼特亮相。 11月30日，他在莫斯科斯巴达克的比赛中梅开二度，第一次在俄超赛场进球，最终帮助球队4比2击败对手。
维特塞尔在2017年1月以2000万欧元转会费从泽尼特转投中超天津权健，一年半中一共代表权健出战38场比赛，贡献了7粒进球和2次助攻。
2018年8月，维特塞尔和多蒙特签约四年，年薪达到1000万欧元。
2022年7月7日，马德里竞技队正式宣布，维特塞尔在与多特蒙德的合同到期后，通过自由转会与俱乐部签订了为期一年的合同。

## 国家队生涯
2008年3月26日，维特塞尔在比利时和摩洛哥的比赛出场，第一次代表成年国家队出场。他在比赛中射进国家队首球，但最终比利时1比4不敌对手。
2018年6月，比利時國家隊將维特塞尔選入征戰俄羅斯世界盃的23人大名單，维特塞尔作為球隊中場的主力，幫助比利時最終獲得季軍。

## 個人生活
2015年6月，維特塞爾迎娶了他的羅馬尼亞長期女友拉斐拉，與她育有兩女一男。
2021年5月3日，維特塞爾迎來他的長子艾吉。

## 榮譽

### 球會
標準列日
- 比利時甲組聯賽A冠軍：2007-08、2008-09賽季
- 比利時盃冠軍：2010-11賽季
- 比利時超級盃冠軍：2008、2009年

 本菲卡
- 葡萄牙聯賽盃冠軍：2011-12賽季

 澤尼特
- 俄羅斯足球超級聯賽冠軍﹕2014-15賽季
- 俄羅斯盃冠軍﹕2015-16賽季
- 俄羅斯超級盃冠軍：2015年

 多特蒙德
- 德國超級盃冠軍：2019年[16]
- 德國盃冠軍：2021[17]年

### 國家隊
比利時
- 國際足總世界盃季軍：2018年

### 個人
- 比利時金靴獎：2008年

## 外部連結
- Soccerway資料庫：阿克塞尔·维特塞尔